# Vaccinium retusum
Vaccinium retusum är en ljungväxtart som först beskrevs av William Griffiths, och fick sitt nu gällande namn av Joseph Dalton Hooker och Charles Baron Clarke. Vaccinium retusum ingår i Blåbärssläktet, och familjen ljungväxter. Inga underarter finns listade i Catalogue of Life.